# Eduardo Foncillas
Eduardo Foncillas Casaus (Zaragoza, 7 de enero de 1937) es un diplomático, político y directivo español. 

## Biografía
Estudió Bachillerato en los jesuitas de Zaragoza y Barcelona, iniciando sus estudios de Derecho en la Universidad de Barcelona donde participó en los primeros movimientos estudiantiles en contra del franquismo, siendo detenido y expulsado de la universidad. Continuó sus estudios en Alemania en la Universidad de Friburgo y Universidad Libre de Berlín, licenciándose en Economía y Ciencias Políticas.  Es militante del PSOE de Aragón. Fue embajador de España en Alemania entre 1983 y 1991. Participó activamente en las conversaciones para el ingreso de España en la Unión Europea y la OTAN, e impulsó las negociaciones que hicieron posible la incorporación de la empresa SEAT al grupo Volkswagen. El 2003 recibió el Premio Cruz de San Jorge y entre 2004 y 2006 fue presidente del Consejo de Administración de la Corporación Aragonesa de Radio y Televisión.